# Maxime Szyf
Maxime Szyf is een Belgisch ontwerper.
Hij is vooral bekend van zijn ontwerpen van kleine huishoudartikelen zoals bijzettafels, kapstokken. De meest gezien creatie zijn de gekleurde sorteervuilbakken van de NMBS die sinds 2010 in de meeste Belgische stations staan.
Hij werkte eerst bij Samsonite en Verhaert om vervolgens in 2004 de firma MAXIMALdesign op te richten.